# Jennie Garth
Jennifer Eve ”Jennie” Garth, född 3 april 1972 i Urbana, Illinois, är en amerikansk skådespelerska. 
Garth blev i sin ungdom känd för rollen som Kelly Taylor i TV-serien Beverly Hills. För sin roll erhöll Garth ett Young Artist Award 1992, efter att även 1991 ha nominerats till samma utmärkelse. Hon spelade Kelly Taylor i den fristående fortsättningen på Beverly Hills, 90210 (amerikansk premiär den 2 september 2008).
Garth var gift med skådespelaren Peter Facinelli mellan 20 januari 2001 och 2012. Paret fick tre döttrar, Luca Bella (född 1997), Lola Ray (född 2002) och Fiona Eve (född 2006).

## Filmografi i urval

### Filmer
- Power 98 (1996)
- My Brother's War (1997)

### TV
- A Brand New Life (1989)
- Just Perfect (1989)
- Teen Angel (1989)
- Beverly Hills (1990 - 2000)
- Teen Angel Returns (1990)
- Star (1993)
- Lies of the Heart: The Story of Laurie Kellogg (1994)
- Without Consent (1994)
- Falling for You (1995)
- A Loss of Innocence (1996)
- An Unfinished Affair (1996)
- Ska du säga! (2002 - 2006)
- The Last Cowboy (2003)
- 90210 (2008)
- The Eleventh Victim (2012)
- BH90210 (2019)